# Fontaines-Saint-Clair
Fontaines-Saint-Clair è un comune francese di 51 abitanti situato nel dipartimento della Mosa nella regione del Grand Est.

## Società

### Evoluzione demografica
Abitanti censiti